# محمد المالکی (بازیکن)
محمد المالکی (انگلیسی: Mohammad Al-Malki؛ زادهٔ ۶ دسامبر ۱۹۹۰) یک بازیکن فوتبال اهل قطر است.